# Contraofensiva din Herson (2022)
La sfârșitul lunii august în 2022, Ucraina a lansat o contraofensivă împotriva forțelor ruse care ocupau țara de la începutul invaziei pe 24 februarie în același an. Au fost raportate lupte în regiunile sudice Herson și Nicolaev.
Inițial, s-a anunțat că va avea ca scop reluarea întregului teritoriu ocupat de ruși din regiunile Herson, Zaporijjea și Mîkolaiiv. Analiștii militari consideră că contraofensiva este a treia fază strategică a războiului din Ucraina, după invazia inițială și Bătălia din Donbas.
După un preludiu constând în numeroase lovituri împotriva țintelor militare rusești, Ucraina a anunțat începerea unei contraofensive la scară largă pe 29 august 2022. Operațiunile militare au început la scurt timp după aceea, străpungând prin liniile de apărare rusești de-a lungul întregului front, conform unităților ucrainene. O săptămână mai târziu, o altă contraofensivă în regiunea Harkov din est a început.

## Obiective
Ministerul Apărării al Ucrainei a declarat că până la sfârșitul lunii decembrie 2022 armata ucraineană ar putea intra în Crimeea, iar până la sfârșitul primăverii, ostilitățile cu Rusia se vor termina. Șeful adjunct al Comisiei Radei Supreme pentru securitate națională și apărare, Mihailo Zabrodski (Михайло Забродський), a anunțat că Ucraina pregătește o operațiune de returnare a Crimeei ocupate de ruși pentru anul 2023.

## Contraofensiva

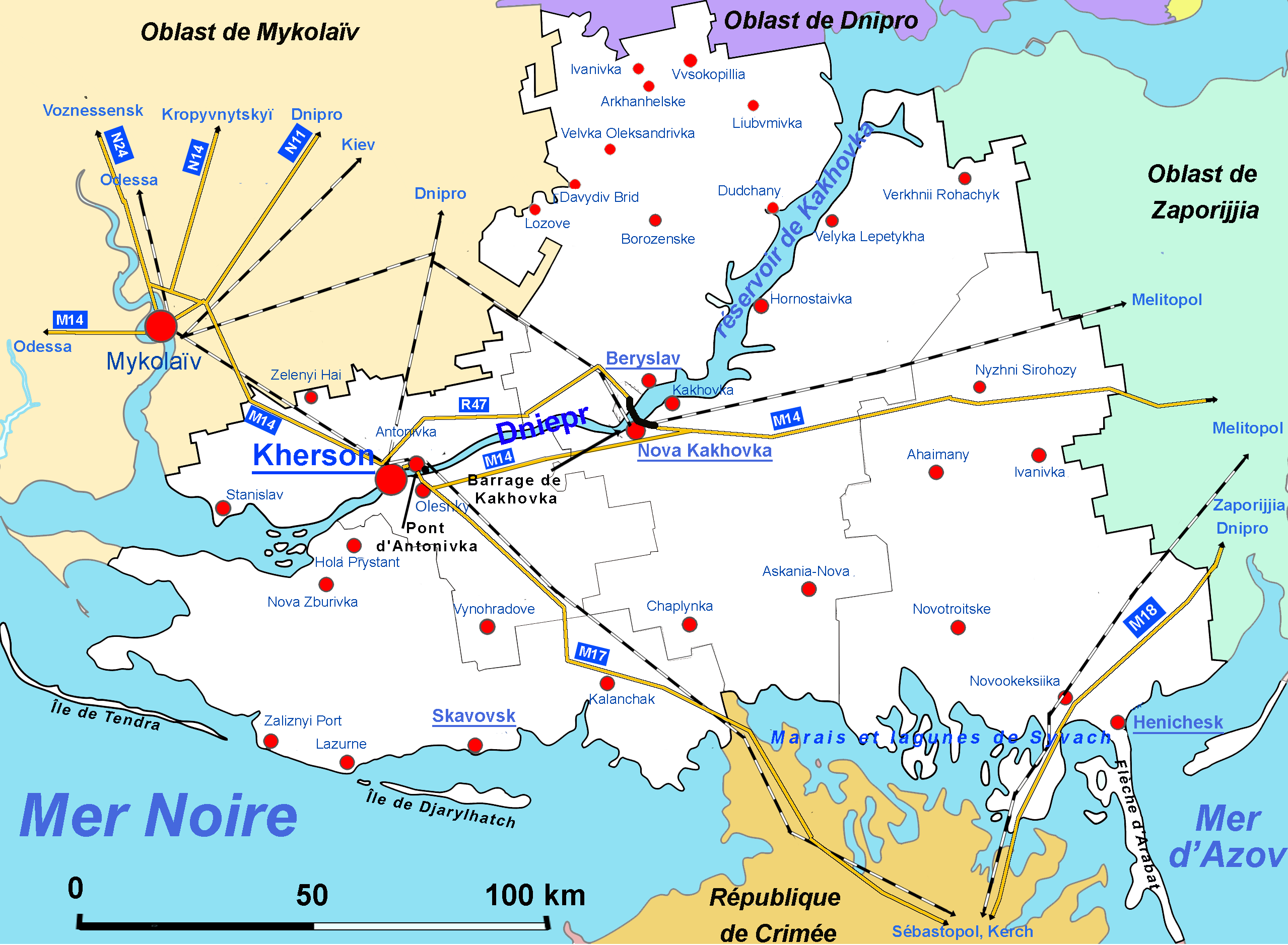
Rețeaua feroviară și rutieră în regiunea Herson.

Pe 29 august, Zelensky a anunțat începerea unei contraofensive la scară largă pentru a relua teritoriul ocupat de ruși din sud, afirmație care a fost coroborată de parlamentul ucrainean, precum și de Comandamentul Operațional Sud.
Începând cu 31 august 2022, surse ucrainene au susținut că au capturat patru sate mici din regiunea Herson.
La 9 noiembrie 2022, forțele ruse au primit ordin de la Serghei Șoigu să se retragă din Herson și din tot malul drept al Niprului, iar oficialii ucraineni au susținut că trupele ruse au distrus podurile care legau orașul de celălalt mal al râului. Forțele ucrainene au intrat ulterior în Herson pe 11 noiembrie 2022.